# A Single Man
《A Single Man》은 1978년 10월 16일에 발매된 영국의 싱어송라이터 엘튼 존의 열두 번째 스튜디오 음반이다. 이 음반은 게리 오스번이 버니 토핀을 작사가로 대체한 첫 음반이다. 이 음반은 또한 원래 컷에 버니 토핀이 공동 작곡한 어떤 곡도 가지고 있지 않은 유일한 엘튼 존의 음반이다.

## 제작
《A Single Man》은 존의 음반 중 작사가 버니 토핀이 참여하지 않은 첫 번째 음반이며, 1969년 데뷔 음반 《Empty Sky》 이후 프로듀서 거스 더전 없이 작업한 첫 음반이다. 그의 밴드의 복귀 멤버는 타악기 연주자 레이 쿠퍼와 기타리스트 데이비 존스톤이며, 후자는 음반에 수록된 한 곡으로만 연주되었다. 폴 벅마스터는 1995년 《Made in England》 이전까지 다른 엘튼 존 음반에 참여하지 않았다. 가사가 먼저였던 이전 작곡과 달리 존은 피아노로 멜로디를 쓰기 시작했고 의도치 않게 음반이 나왔다. 이 음반은 존이 낮은 음원으로 노래를 부르기 시작한 첫 음반이기도 했다. 〈Song for Guy〉는 오토바이 사고로 숨진 로켓 레코드 컴퍼니에서 일하던 가이 버쳇이라는 소년을 기리기 위해 쓴 곡이다.

## 반응
| 전문가 평가              | 전문가 평가 |
| 평가 점수                | 평가 점수   |
| 출처                     | 점수        |
| ------------------------ | ----------- |
| AllMusic                 | [ 1 ]       |
| Christgau's Record Guide | C           |
| Rolling Stone            | (not rated) |

미국에서는 1978년 10월 《A Single Man》이 골드를, 같은 해 11월에는 미국 음반 산업 협회에 의해 플래티넘 인증을 받았다. 존이 70년대 후반과 1980년대에 발표한 많은 작품들과 마찬가지로, 그것은 대체로 비평가들로부터 엇갈린 평가를 받았다.

## 곡 목록
모든 곡들은 특별한 언급이 없는 한 엘튼 존과 게리 오스번에 의해 작사/작곡하였다.
| #  | 제목                       | 재생 시간 |
| -- | -------------------------- | --------- |
| 1. | 〈Shine on Through〉       | 3:45      |
| 2. | 〈Return to Paradise〉     | 4:15      |
| 3. | 〈I Don't Care〉           | 4:23      |
| 4. | 〈Big Dipper〉             | 4:04      |
| 5. | 〈It Ain't Gonna Be Easy〉 | 8:27      |

| #  | 제목                  | 재생 시간 |
| -- | --------------------- | --------- |
| 1. | 〈Part-Time Love〉    | 3:16      |
| 2. | 〈Georgia〉           | 4:50      |
| 3. | 〈Shooting Star〉     | 2:44      |
| 4. | 〈Madness〉           | 5:53      |
| 5. | 〈Reverie (존)〉      | 0:53      |
| 6. | 〈Song for Guy (존)〉 | 6:35      |

## 인증
| 국가                                                  | 인증     | 판매량/출하량 |
| ----------------------------------------------------- | -------- | ------------- |
| 캐나다 (뮤직 캐나다)                                  | 플래티넘 | 100,000^      |
| 프랑스 (SNEP)                                         | 골드     | 100,000*      |
| 네덜란드 (NVPI)                                       | 골드     | 50,000^       |
| 뉴질랜드 (RMNZ)                                       | 플래티넘 | 15,000^       |
| 영국 (BPI)                                            | 골드     | 100,000^      |
| 미국 (RIAA)                                           | 플래티넘 | 1,000,000^    |
| *판매량을 기반으로 한 인증 ^출하량을 기반으로 한 인증 |          |               |